# Northiam
Northiam är en ort och civil parish i Storbritannien.   Den ligger i grevskapet East Sussex och riksdelen England, i den sydöstra delen av landet, 80 km sydost om huvudstaden London. Northiam ligger 48 meter över havet och antalet invånare är 1 838.
Terrängen runt Northiam är platt, och sluttar österut. Runt Northiam är det ganska tätbefolkat, med 166 invånare per kvadratkilometer. Närmaste större samhälle är Hastings, 15,6 km söder om Northiam. Trakten runt Northiam består i huvudsak av gräsmarker.
Visningsträdgården Great Dixter, ritad av Edwin Lutyens och bearbetad av Christopher Lloyd, ligger i Northiam. 

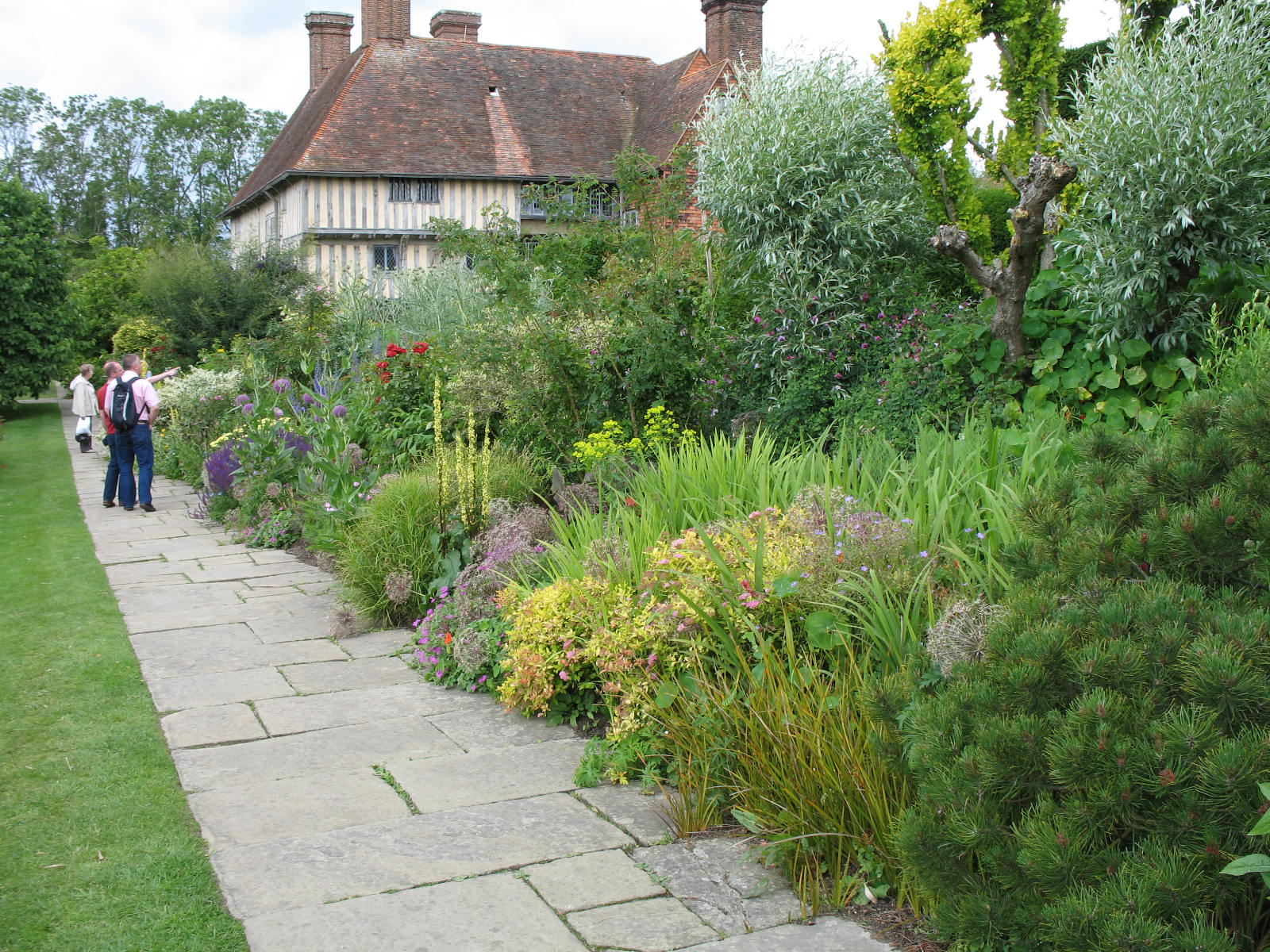
Trädgården Great Dixter